# Riu das Mortes Pequeno
El riu das Mortes Pequeno és un curs d'aigua que banya l'estat brasiler de Minas Gerais, sent un afluent del riu das Mortes.
Té una longitud de 60 km i desguassa una superfície de 493 km². La seva fonts es troba al municipi de São João del-Rei, a una altitud aproximada de 1.100 metres a la serra da Mantiqueira.
La seva desembocadura al riu das Mortes es troba al municipi de Conceição da Barra de Minas. En el tram comprès entre la confluència de la riera Procópio i la confluència de la riera Lagoa Verde, el riu das Mortes Pequeno serveix de límit entre els municipis de São João del-Rei i Conceição da Barra de Minas.